# Kress (Teksas)
Kress je grad u američkoj saveznoj državi Teksas. Prema popisu stanovništva iz 2010. u njemu je živjelo 715 stanovnika.